# Harley-Davidson Panhead

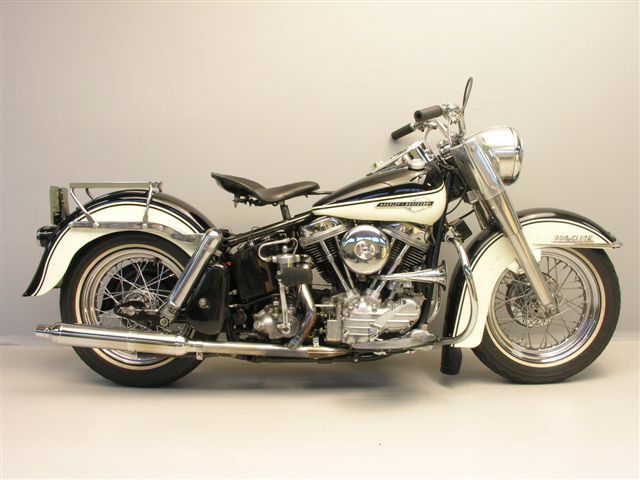
Harley-Davidson Duo Glide del 1961, motorizzata Panhead

Il Panhead è un classico motore bicilindrico a V stretta di 45° con distribuzione ad aste e bilancieri, raffreddamento ad aria, due valvole in testa per cilindro, trasmissione finale a catena e alimentazione a carburatore, prodotto dalla Harley-Davidson dal 1948 al 1965, allorquando fu sostituito dal propulsore Harley-Davidson Shovelhead. 
Il Pan sostituì il propulsore Harley-Davidson Knucklehead, in produzione sin dal 1936.

## Il contesto
L'origine di tale propulsore è legata alla necessità di disporre di un motore che fosse in grado di fronteggiare la concorrenza interna della Indian nel dopoguerra, nonché capace di sviluppare coppia e potenza sufficienti a muovere con agilità motociclette sempre più pesanti ed ingombranti, per via degli accessori tecnici ed estetici che man mano venivano aggiunti con il passare degli anni.
Il termine deriva dalla particolare forma dei coperchi delle valvole, che ricordano una casseruola rovesciata (appunto 'pan' in inglese).

## La tecnica

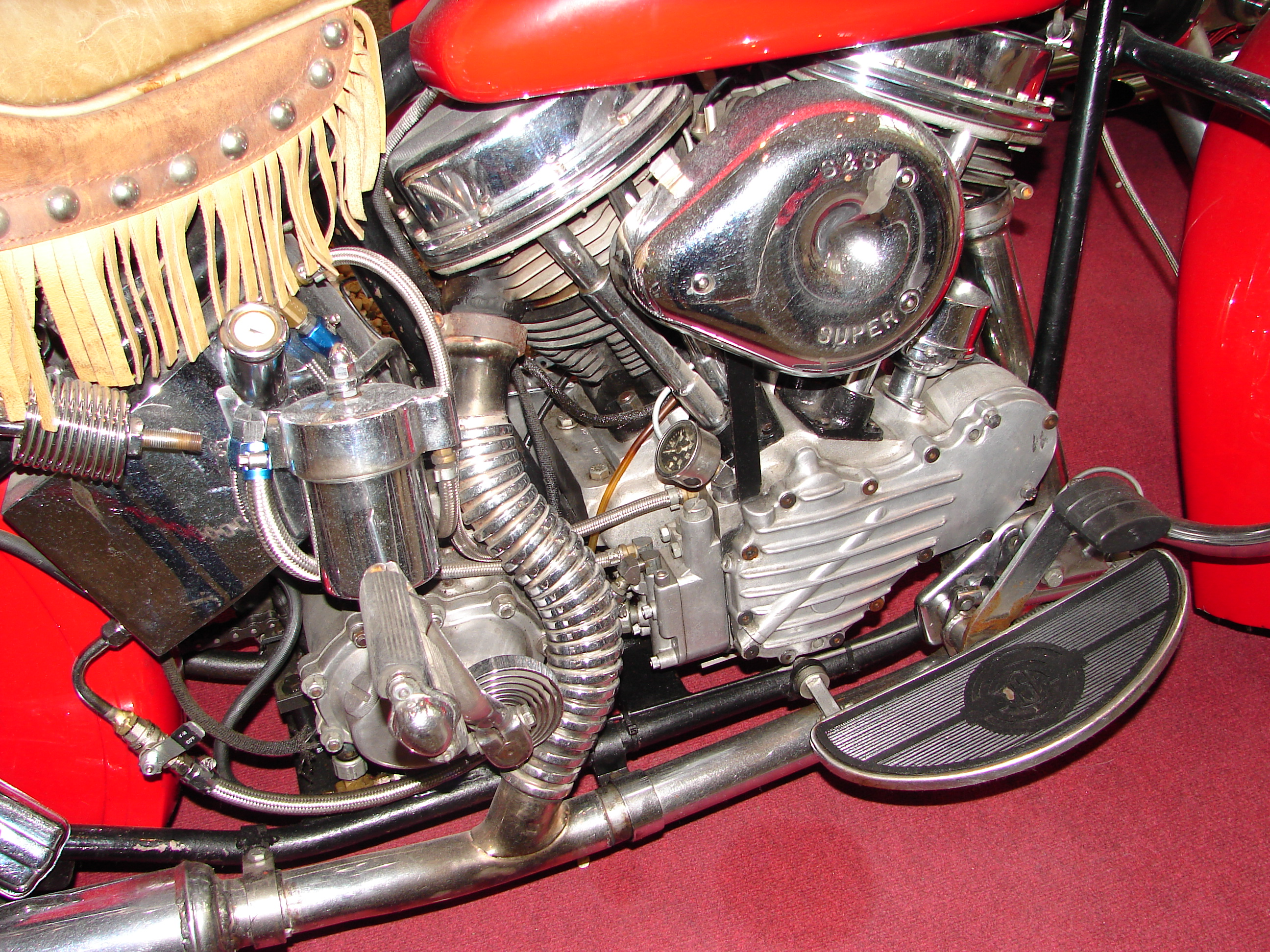
Primo piano del propulsore Panhead

La cilindrata, inizialmente di 1.000 cm³ per i primi modelli, dotati di basamento di derivazione Knucklehead, divenne in seguito di 1.200 cm³, peraltro mantenuta dal successore Harley-Davidson Shovelhead sino al 1978.
L'alimentazione era assicurata da un carburatore Linkert.
Il Pan era accoppiato a un cambio a mano a quattro rapporti, con trasmissione finale a catena. L'avviamento era a pedale (l'avviamento elettrico giungerà soltanto con le prime Electra Glide del 1965).
Il Pan equipaggiava le HD di maggiori dimensioni, in particolare le celebri Harley-Davidson Hydra Glide, ed era l'unico Big Twin disponibile nella gamma HD (che includeva, a partire dal 1957, anche le Harley-Davidson Sportster).

## Easy Rider

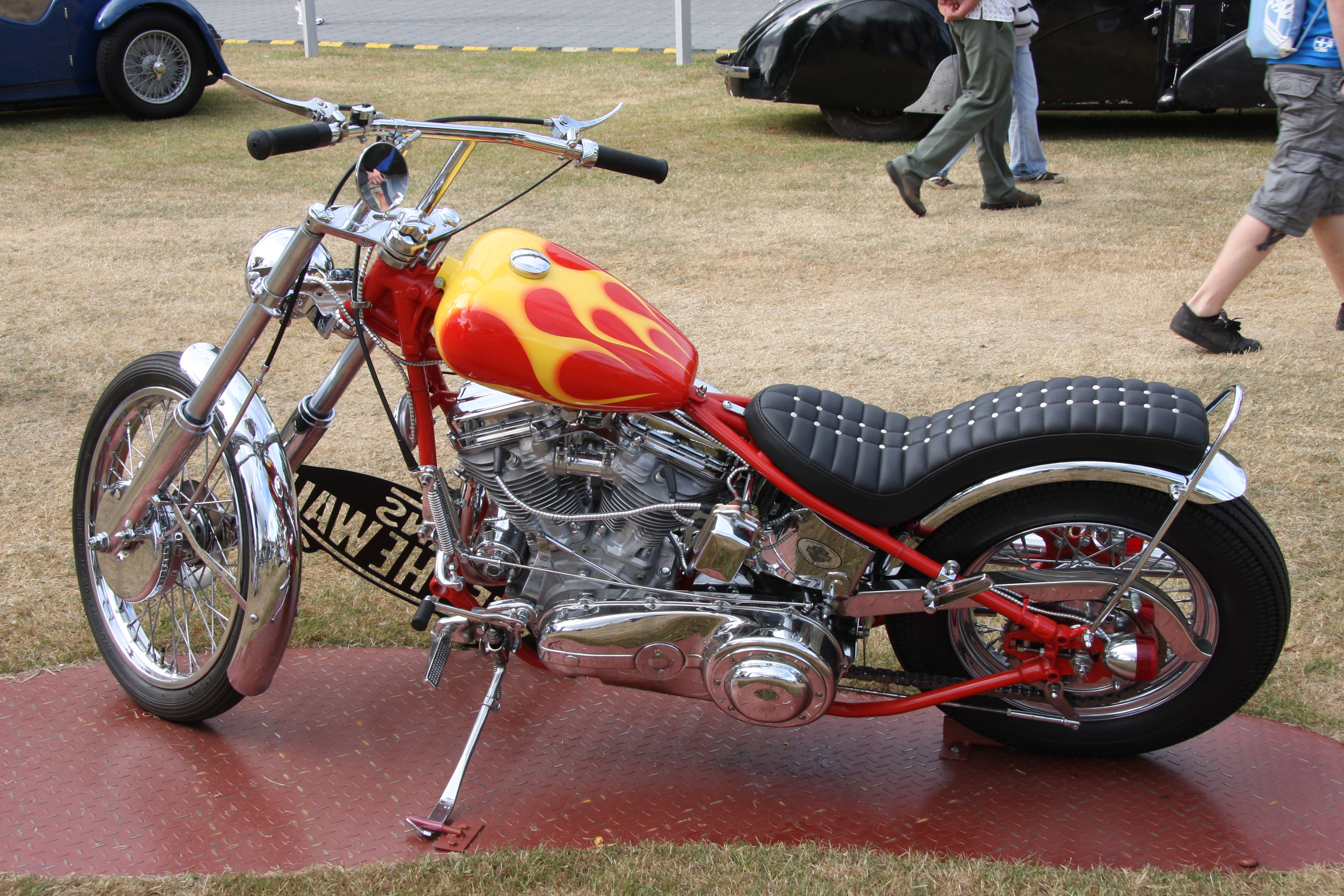
Replica della Billy Bike

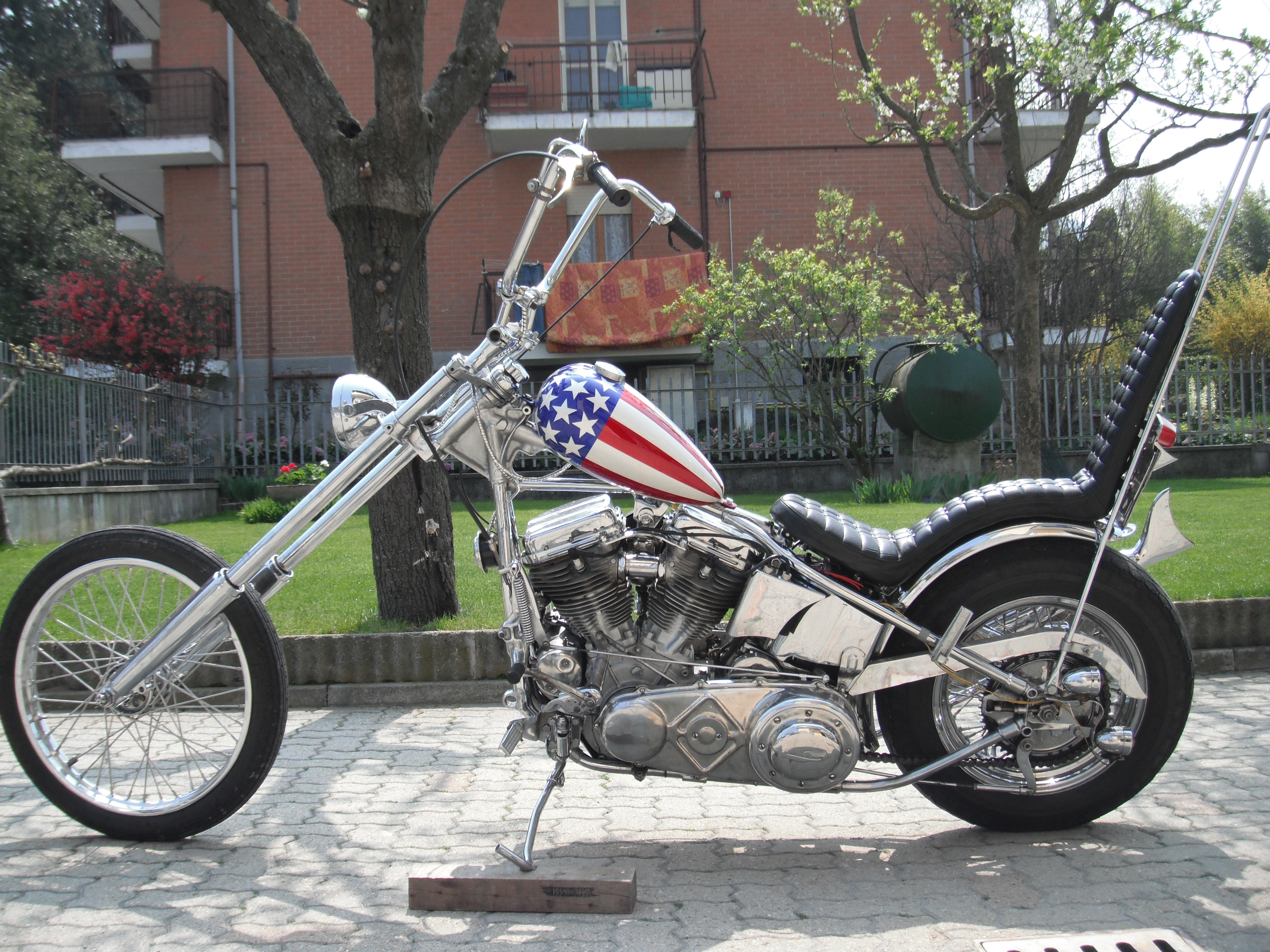
Replica della Captain America

Nel celeberrimo film Easy Rider di Dennis Hopper (1969) sia il chopper Captain America, condotto da Peter Fonda, che il bobber Billy Bike di Dennis Hopper sono dotati di questo motore, peraltro diffusissimo ancora durante gli anni settanta; all'epoca era infatti il propulsore più utilizzato per realizzare i numerosi chopper che scorrazzavano lungo le strade americane, costruiti di solito a partire da una Hydra Glide, eliminando tutto ciò che era ritenuto superfluo e modificando il telaio.
Indubbiamente l'enorme successo della pellicola anche in Europa (fu infatti premiata al festival di Cannes di quell'anno) contribuì a rendere famoso il Pan ed in generale il concetto di chopper.